# Chiesa di San Donato (Borgo alla Collina)
La chiesa di San Donato è un edificio sacro e sede parrocchiale di Borgo alla Collina, frazione del comune sparso di Castel San Niccolò, in provincia di Arezzo.

## Storia e descrizione
L'antico castello dei conti Guidi possedeva una cappella, che rimasta ormai insufficiente per la cresciuta popolazione, fu sostituita nell'Ottocento da una nuova chiesa costruita nel 1845 e dedicata a san Donato d'Arezzo. L'edificazione è ricordata da una lapide all'interno, in cui sono elencate le donazioni che permisero l'impresa.

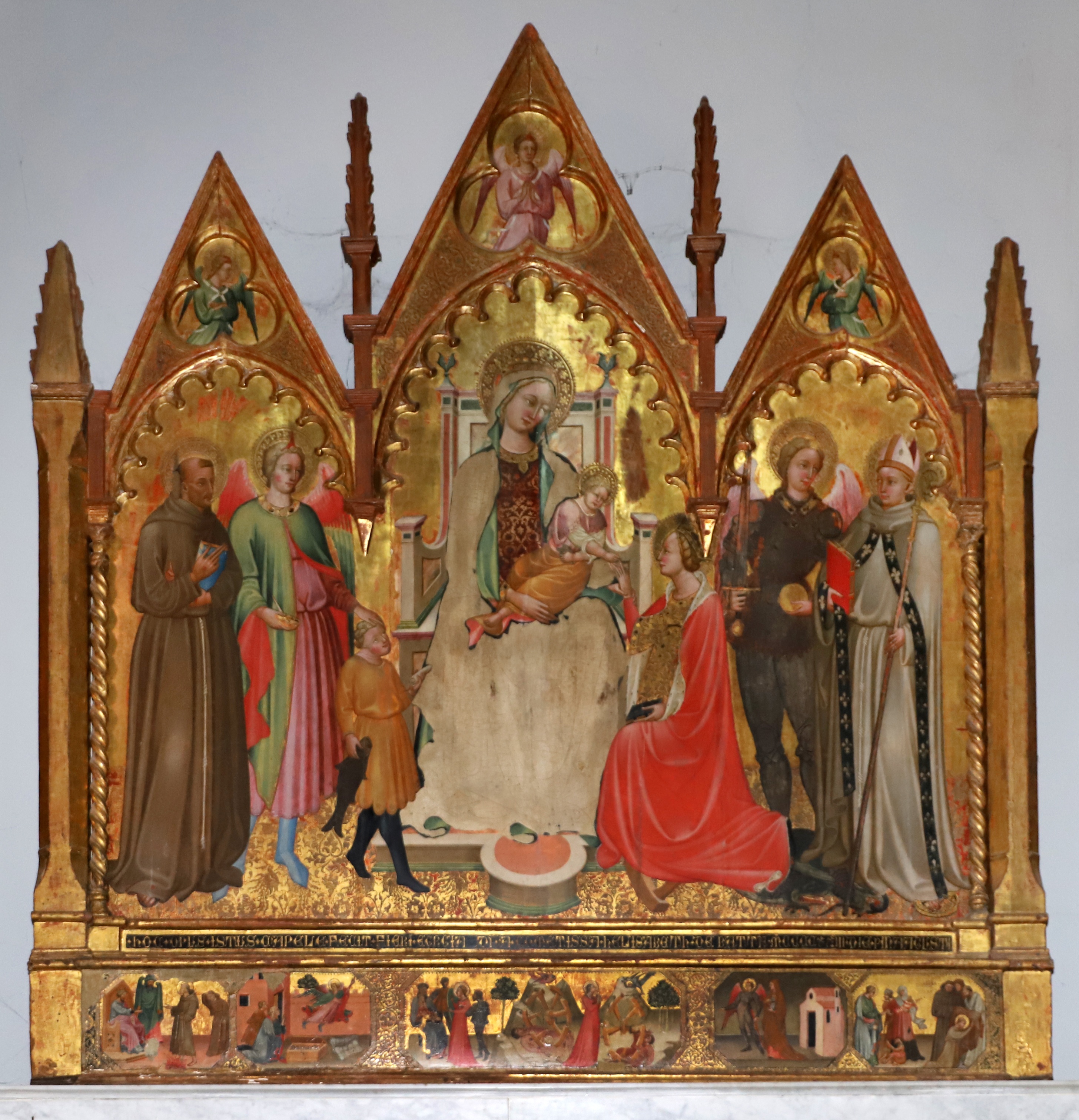
Maestro di Borgo alla Collina, Trittico, 1423.

L'esterno si presenta semplice, con facciata a capanna intonacata, nella quale si apre il portale e la finestra a occhio. Il campanile è a pianta quadrata e sormontato da una cuspide piramidale: contiene quattro campane, databili tgra il 1743 e il 1847.
L'interno è a navata unica, scandita da tre campate con copertura a crociera, in cui si aprono tre finestre per lato. Il presbiterio presenta un'abside semicircolare. 
In controfacciata si trova il Monumento funebre di Cristoforo Landino, che fu signore di Borgo alla Collina e le cui spoglie mummificate vennero qui traslate in occasione dell'apertura della chiesa. 
Gli altari laterali sono decorati da statue votive e tele. Tra di esse spicca però un trittico a fondo oro commissionato nel 1423 dalla contessa Elisabetta di Battifolle per l'originaria cappella castellana, dalla quale proviene. Rappresenta lo Sposalizio mistico di santa Caterina d'Alessandria tra i santi Francesco, Raffaele con tobiolo, Michele e Ludovico di Tolosa, ed è dotato anche di predella con le Storie dei Santi rappresentati negli scomparti principali. Si tratta di una vivace opera di gusto tardogotico, attribuita all'anonimo Maestro di Borgo alla Collina. L'autore si mostra influenzato dall'iberismo espressionista portato a Firenze dallo Starnina e  mostra tangenze specialmente con il portoghese Alvaro Pirez soprattutto ed è stato ipotizzato possa essere il pittore fiorentino Scolaio di Giovanni, nato nel 1370 e collaboratore dello stesso Pirez.